# 古今亭志ん橋 (6代目)
六代目 古今亭 志ん橋（ここんてい しんきょう、1944年8月17日 - 2023年10月8日）は、東京都墨田区江東橋出身の落語家。本名∶小椋 幸彦。落語協会所属。出囃子は「大拍子」。

## 経歴
東京都立第四商業高等学校卒業後ガソリンスタンドに勤務。
1969年1月、三代目古今亭志ん朝に入門。1972年10月に前座となる、前座名「古今亭志ん太」。
1975年5月、蝶花楼花蝶、立川談生、林家源平、立川小談志と共に二ツ目昇進。
1982年12月に初代古今亭志ん五、七代目三遊亭圓好、四代目吉原朝馬、春風亭一朝、三代目三遊亭小金馬、柳家せん八、立川談生、立川左談次、六代目立川ぜん馬と共に真打昇進。六代目古今亭志ん橋を襲名。
2023年10月8日午前5時43分、大腸がんのため、東京都内の自宅で死去。79歳没。生前最後の定席出演は同年1月5日、浅草演芸ホール初席となった。同年10月1日に最後の弟子である古今亭志ん松（志ん橋没後に兄弟子の志ん丸門下に預かりとして移籍）が翌2024年9月より真打昇進が決定したその矢先の訃報となった。なお、志ん松は真打昇進とともに師であった「志ん橋」の名跡を襲名する事を自身のYouTube配信で発表、2024年9月下席より七代目古今亭志ん橋を襲名した。

## 芸歴
- 1969年1月∶三代目古今亭志ん朝に入門、前座名「志ん太」。
- 1975年5月∶二ツ目昇進。
- 1982年12月∶真打昇進、六代目古今亭志ん橋襲名。

## 人物
スキンヘッドがトレードマークである。
三代目志ん朝門下の中でも多くの弟子（志ん朝から見て孫弟子）を持っているが、師匠である志ん朝、兄弟子である志ん駒、初代志ん五の病没で師匠を失った弟子を多く預かっている（後述参照。志ん橋の直弟子は三代目志ん丸、志ん雀、志ん松の3人）。特に志ん陽は志ん朝、志ん五と相次いで師匠を失う形となり、志ん橋門下に移った。
五街道雲助、柳家喜多八と「九識の会」（く（もすけ）・し（んきょう）・き（たはち））を開催していた。会は後に「のれん噺」とタイトルを変更。

## 出演
テレビ
- 江戸の牙（1979年 - 1980年、テレビ朝日）
- うぬぼれ刑事 第2話（2010年7月16日、TBS）

映画
- の・ようなもの のようなもの（2015年、杉山泰一監督）- 日暮雄一

受賞
- 1979年 国立劇場新人演芸会銀賞
- 1985年 浅草芸能大賞新人賞
- 1986年 文化庁芸術祭優秀賞（「若手花形落語会」）

## 弟子

### 真打
- 三代目古今亭志ん丸
- 古今亭志ん陽 - 三代目古今亭志ん朝死去に伴い初代古今亭志ん五門下へ移籍し更に六代目志ん橋門下へ移籍
- 五代目古今亭志ん好 - 初代志ん五死去に伴い移籍
- 二代目古今亭志ん五 - 初代志ん五死去に伴い移籍
- 古今亭駒治[8] - 古今亭志ん駒死去に伴い移籍
- 古今亭志ん雀
- 七代目古今亭志ん橋 - 六代目志ん橋死去に伴い三代目志ん丸門下へ移籍

### 廃業
- 古今亭大五朗 - 初代志ん五死去に伴い移籍

## 参考資料
- 諸芸懇話会、大阪芸能懇話会共編『古今東西落語家事典』平凡社、ISBN 458212612X